# Мехмед Аліспахич
Мехмед Аліспахич (босн. Mehmed Alispahić, нар. 24 листопада 1987, Бугойно, Соціалістична Республіка Боснія і Герцеґовина) — боснійський футболіст, з 12 січня 2015 півзахисник клубу ФК «Сараєво».
Насамперед відомий виступами за клуб «Шибеник», а також національну збірну Боснії і Герцеговини.
Володар Кубка Хорватії.

## Клубна кар'єра
У дорослому футболі дебютував у 2005 році за команду «Іскра» (Бугойно).
У 2008 році приєднався до складу команди клубу «Шибеник», в якій провів три сезони, взявши участь у 84 матчах чемпіонату. Більшість часу, проведеного у складі «Шибеника», був основним гравцем команди.
До складу клубу «Динамо» (Загреб) приєднався 2011 року. Наразі встиг відіграти за «динамівців» 17 матчів в національному чемпіонаті.

## Виступи за збірну
У 2007 році дебютував в офіційних матчах у складі національної збірної Боснії і Герцеговини. Наразі провів у формі головної команди країни 2 матчі.

## Титули і досягнення
- Володар Кубка Хорватії (1):

«Динамо» (Загреб): 2011–12